# Komet Skiff 2
Komet Skiff 2 ali 223P/Skiff je periodični komet z obhodno dobo okoli 8,1 let.

 Komet pripada Jupitrovi družini kometov .

## Odkritje
Komet je odkril 17. septembra 2002 ameriški ljubiteljski astronom Brian A. Skiff.